# آران (آغجه‌آباد)
آران (به لاتین: Aran، تا ۵ اکتبر ۱۹۹۹ کویبیشف Kuybişev) یک منطقه مسکونی در جمهوری آذربایجان است که در شهرستان آغجه‌آباد واقع شده است. آران ۱۶۵۵ نفر جمعیت دارد.